# پیله (فیلم ۱۹۸۵)
پیله (به انگلیسی: Cocoon) یک فیلم علمی–تخیلی کمدی-درام آمریکایی به کارگردانی ران هاوارد است که موضوع آن دوباره جوان شدن گروهی از افراد پیر توسط موجودات فضایی است. در این فیلم بازیگرانی همچون دان آمچی، ویلفورد بریملی، هیوم کرونین، برایان دنهی، جک گیلفورد، استیو گوتنبرگ، مورین استیپلتون، جسیکا تندی، گوئن وردن و لیندا هریسون ایفای نقش کرده‌اند. داستان فیلم اقتباسی آزاد از رمانی به همین نام نوشته دیوید ساپرستین است. فیلم پیله در سن پترزبورگ، فلوریدا فیلم‌برداری شده‌است و در ۲۱ ژوئن ۱۹۸۵ اکران شد.
فیلم پیله دو جایزه اسکار یکی در رشته بهترین بازیگر نقش مکمل مرد (دان آمچی) و دیگری به‌خاطر بهترین جلوه‌های تصویری دریافت کرد.
فیلمی دیگر به نام پیله: بازگشت در ادامه داستان آن در سال ۱۹۸۸ ساخته شده‌است.

## داستان
گروه کوچکی از موجودات فضایی خانه‌ای را در فلوریدا اجاره می‌کنند و تعدادی محفظهٔ «پیله» مانند را از بستر دریا بالا می‌کشند. در این «پیله» ها اجسام خشک شدهٔ موجودات فضایی دیگری قرار دارد که حالا با تجدید حیات به سیاره‌شان منتقل خواهند شد. در این بین تعدادی سالمند از استخر سرپوشیدهٔ همان خانه استفاده می‌کنند؛ و در کمال شگفتی احساس می‌کنند که جوان شده‌اند.